# Brachymeria surekae
Brachymeria surekae är en stekelart som beskrevs av T.C. Narendran 1989. Brachymeria surekae ingår i släktet Brachymeria och familjen bredlårsteklar. Inga underarter finns listade.